# لیندسی کندی-اورسمایر
لیندسی کندی-اورسمایر (انگلیسی: Lindsay Kennedy-Eversmeyer؛ زادهٔ ۲۴ فوریهٔ ۱۹۸۰) بازیکن فوتبال اهل ایالات متحده آمریکا است.